# Quyền riêng tư trên Internet
Quyền riêng tư trên Internet (tiếng Anh là Internet privacy) là quyền riêng tư cá nhân (personal privacy) liên quan đến việc lưu trữ, hiển thị và cung cấp cho bên thứ ba thông tin liên quan đến bản thân thông qua Internet. Quyền riêng tư trên internet là một phần thuộc quyền riêng tư dữ liệu (data privacy). Những lo ngại về quyền riêng tư đã được thảo luận kể từ khi bắt đầu có sự chia sẻ máy tính quy mô lớn.
Quyền riêng tư liên quan đến thông tin nhận dạng cá nhân (PII) hoặc thông tin không thuộc thông tin nhận dạng cá nhân chẳng hạn như hành vi của khách hàng khi truy cập trang web, hành vi mua hàng trên internet, sở thích của người dùng trên mạng xã hội, hành vi tìm kiếm của người dùng,.... Thông tin nhận dạng cá nhân là bất kỳ thông tin nào có thể được sử dụng để xác định một cá nhân. Ví dụ: chỉ cần hai yếu tố thông tin là tuổi và địa chỉ có thể giúp xác định một cá nhân là ai mà không cần phải tiết lộ rõ ràng tên của họ. Các dạng thông tin nhận dạng cá nhân (PII) khác có thể được kể đến như dữ liệu theo dõi GPS được sử dụng trên các ứng dụng của người dùng, vì thông tin lộ trình hằng ngày có thể đủ để nhận dạng một cá nhân.

## Các cấp độ quyền riêng tư
Internet và quyền riêng tư kỹ thuật số (digital privacy) có khái niệm khá khác so với quyền riêng tư truyền thống. Quyền riêng tư trên internet chủ yếu liên quan đến việc bảo mật thông tin người dùng. Giáo sư luật Jerry Kang giải thích rằng thuật ngữ riêng tư thể hiện ở 3 khía cạnh là không gian, quyết định và thông tin. Về không gian, các cá nhân kỳ vọng không gian vật lý của họ (ví dụ: nhà, xe hơi) không bị xâm nhập. Cuối cùng, quyền riêng tư thông tin liên quan đến việc thu thập thông tin người dùng từ nhiều nguồn khác nhau, để tạo ra các cuộc thảo luận quy mô lớn.
Tại Hoa Kỳ, Lực lượng đặc nhiệm cơ sở hạ tầng thông tin (IITF) năm 1997 được tạo ra dưới thời Tổng thống Clinton đã xác định quyền riêng tư thông tin là "yêu cầu của một cá nhân để kiểm soát các điều khoản về thông tin cá nhân của họ hay còn gọi là thông tin nhận dạng cá nhân về việc thu thập, tiết lộ và sử dụng". Vào cuối những năm 1990, với sự phát triển của internet, chính phủ, các công ty và các tổ chức khác cần phải tuân thủ các quy tắc mới để bảo vệ quyền riêng tư của cá nhân. Với sự tăng trưởng của internet và mạng di động, quyền riêng tư trên internet là mối quan tâm hàng ngày của người dùng.
Đối với những người chỉ có mối quan tâm thông thường về quyền riêng tư trên internet thì họ sẽ không cần đến chế độ ẩn danh hoàn toàn. Dù vậy, họ có thể bảo vệ quyền riêng tư của họ thông qua việc tự kiểm soát việc tiết lộ thông tin cá nhân bằng cách hạn chế điền thông tin cá nhân vào các biểu mẫu trên internet, công khai số điện thoại, địa chỉ trên mạng xã hội,.... Mặt khác, một số người có nhu cầu bảo mật sự riêng tư mạnh mẽ hơn nhiều. Trong trường hợp đó, họ có thể thiết lập chế độ ẩn danh internet để đảm bảo quyền riêng tư - tức là sử dụng internet mà không cho bất kỳ bên thứ ba nào khả năng liên kết các hoạt động internet với thông tin nhận dạng cá nhân của người dùng internet. Để giữ thông tin của bản thân ở chế độ riêng tư, người dùng cần cẩn thận với những gì mình gửi và xem trực tuyến. Khi điền vào biểu mẫu và mua hàng hóa, thông tin được theo dõi và vì nó không riêng tư, một số công ty gửi cho người dùng những spam và quảng cáo về các sản phẩm tương tự.
Đăng những thứ trên internet có thể gây hại hoặc khiến mọi người bị tấn công. Một số thông tin được đăng trên internet vẫn tồn tại trong nhiều thập kỷ, tùy thuộc vào các điều khoản dịch vụ và chính sách bảo mật của các dịch vụ cụ thể được cung cấp trực tuyến. Điều này có thể bao gồm các bình luận, hình ảnh được viết trên blog, trang web và các kênh truyền thông xã hội chẳng hạn như Facebook, Instagram và Twitter. Tất cả đều được lưu trữ vào không gian ảo và một khi được đăng, bất kỳ ai cũng có thể tìm thấy và truy cập nó. Một số nhà tuyển dụng có thể nghiên cứu một nhân viên tiềm năng bằng cách tìm kiếm trực tuyến các chi tiết về hành vi trực tuyến của họ, điều này có thể ảnh hưởng đến kết quả của ứng viên.

## Những rủi ro của quyền riêng tư trên internet
Các công ty được thuê để theo dõi những trang web mà mọi người truy cập và sau đó sử dụng thông tin đó cho việc gửi quảng cáo dựa trên lịch sử duyệt web của họ. Có nhiều cách để mọi người có thể tiết lộ thông tin cá nhân của họ, ví dụ bằng cách sử dụng "phương tiện truyền thông xã hội" và gửi thông tin ngân hàng và thẻ tín dụng đến các trang web khác nhau. Ngoài ra, hành vi được quan sát trực tiếp như nhật ký duyệt web, truy vấn tìm kiếm hoặc nội dung của hồ sơ Facebook có thể tự động xử lý để phân tích ra các chi tiết có khả năng xâm phạm hơn về một cá nhân, như khuynh hướng tình dục, quan điểm chính trị và tôn giáo, chủng tộc, sử dụng chất gây nghiện, trí thông minh và tính cách. Ngày nay, các nhà quảng cáo dựa vào những dữ liệu được phân tích đó để đưa sản phẩm, dịch vụ tiếp cận khách hàng thông qua các kênh, hoạt động mà họ thường xuyên tương tác trên internet.
Những người quan tâm đến quyền riêng tư trên internet thường dẫn chứng một số rủi ro về quyền riêng tư và các sự kiện có thể ảnh hưởng đến quyền riêng tư mà họ có thể gặp phải thông qua các hoạt động trực tuyến.  Chúng bao gồm từ việc thu thập số liệu thống kê về người dùng cho đến các hành vi độc hại hơn như lây lan phần mềm gián điệp và khai thác các dạng lỗi phần mềm khác nhau.
Một số mạng xã hội đang cố gắng bảo vệ thông tin cá nhân của người đăng ký. Ví dụ, trên Facebook, chế độ cài đặt quyền riêng tư có sẵn cho tất cả người dùng đã đăng ký: họ có thể chặn một số cá nhân xem hồ sơ của họ, họ có thể chọn "bạn bè" của họ và có thể giới hạn người có quyền truy cập vào ảnh và video của họ. Cài đặt bảo mật cũng có sẵn trên các mạng xã hội khác như Google Plus và Twitter. Người dùng có thể áp dụng các cài đặt như vậy khi cung cấp thông tin cá nhân trên internet.
Vào cuối năm 2007, Facebook đã khởi chạy chương trình Beacon trong đó hồ sơ của người dùng được hoàn toàn công khai để bạn bè xem. Nhiều người đã tức giận vì sự vi phạm quyền riêng tư này và vụ kiện Lane v. Facebook, Inc. đã xảy ra sau đó.
Trẻ em và thanh thiếu niên thường sử dụng internet (bao gồm cả phương tiện truyền thông xã hội) theo những cách có thể gây rủi ro cho quyền riêng tư của chúng. Đây cũng là một nguyên nhân khiến các bậc phụ huynh lo lắng. Những người trẻ tuổi có thể không nhận ra rằng tất cả thông tin và trình duyệt của họ có thể được theo dõi khi họ truy cập một trang web cụ thể nào đó và việc họ bảo vệ quyền riêng tư của mình hoàn toàn phụ thuộc vào họ. Do đó, người trẻ phải được thông báo về tất cả những rủi ro này. Ví dụ: trên Twitter, các mối đe dọa bao gồm các liên kết rút ngắn có thể dẫn đến các trang web hoặc nội dung có khả năng gây hại. Các mối đe dọa từ email bao gồm lừa đảo qua email và tệp đính kèm thuyết phục người dùng cài đặt phần mềm độc hại và tiết lộ thông tin cá nhân. Các mối đe dọa khác còn có thể đến từ phần mềm độc hại ẩn trong video, bài nhạc và phần mềm tải xuống. Khi sử dụng điện thoại thông minh, các mối đe dọa còn là định vị địa lý, nghĩa là điện thoại có thể phát hiện vị trí của người dùng và công khai trực tuyến cho mọi người xem. Người dùng có thể tự bảo vệ mình bằng cách cập nhật bảo vệ chống vi-rút, sử dụng cài đặt bảo mật, tải các bản vá, cài đặt tường lửa, sàng lọc email, tắt phần mềm gián điệp, kiểm soát cookie, sử dụng mã hóa, chống lại kẻ tấn công trình duyệt và chặn cửa sổ pop-ups.
Tuy nhiên, hầu hết mọi người không biết cách để thực hiện những biện pháp bảo vệ trên. Đối với doanh nghiệp, họ có thể thuê các chuyên gia để giải quyết những vấn đề này, nhưng đối với hầu hết các cá nhân, cách duy nhất là sự tự giáo dục bản thân.
Những lo ngại về quyền riêng tư của người dùng internet đặt ra một thách thức nghiêm trọng (Dunkan, 1996; Till, 1997). Trong một cuộc khảo sát trực tuyến, khoảng 7/10 cá nhân trả lời rằng điều khiến họ lo lắng nhất là quyền riêng tư của họ trên internet, thay vì qua thư điện tử hoặc điện thoại. Quyền riêng tư trên internet chậm nhưng chắc chắn sẽ trở thành mối đe dọa, vì dữ liệu cá nhân của một người có thể rơi vào tay kẻ xấu nếu được truyền qua web.

### Địa chỉ giao thức Internet (IP)
Tất cả các trang web nhận được là địa chỉ IP được sử dụng bởi máy tính của khách truy cập. Các công ty so sánh dữ liệu theo thời gian để liên kết tên, địa chỉ và thông tin khác với địa chỉ IP. Có sự không rõ ràng về sự riêng tư của các địa chỉ IP. Tòa án Công lý Liên minh Châu Âu đã đặt quy định về địa chỉ IP rằng nó cần được xem như là một loại thông tin nhận dạng cá nhân trong trường hợp trang web theo dõi họ, hoặc bên thứ ba như nhà cung cấp dịch vụ, biết tên hoặc địa chỉ đường phố của chủ sở hữu địa chỉ IP, tuy nhiên, điều đó chỉ đúng đối với các địa chỉ IP tĩnh, không dành cho địa chỉ IP động. Các quy định của California nói rằng địa chỉ IP cần được coi là thông tin cá nhân nếu bản thân doanh nghiệp, không phải bên thứ ba, có thể liên kết chúng với tên và địa chỉ đường phố. Một tòa án ở Alberta tuyên bố rằng cảnh sát có thể có được địa chỉ IP và từ đó điều tra được tên và địa chỉ liên quan đến nó mà không cần lệnh khám xét; Các cảnh sát tại thành phố Calgary, Alberta, đã tìm thấy các địa chỉ IP của tội phạm trực tuyến và nhà cung cấp dịch vụ sẽ cung cấp cho cảnh sát tên và địa chỉ liên quan đến các địa chỉ IP đó.

### Cookies HTTP
Cookie HTTP là dữ liệu được lưu trữ trên máy tính của người dùng, hỗ trợ truy cập tự động vào các trang web hoặc tính năng web hoặc thông tin trạng thái khác được yêu cầu trong các trang web phức tạp. Nó cũng có thể được sử dụng để theo dõi người dùng bằng cách lưu trữ dữ liệu lịch sử sử dụng đặc biệt trong cookie và các cookie như vậy được gọi là cookie theo dõi, ví dụ, những cookie được Google Analytics sử dụng. Cookies là một mối quan tâm phổ biến trong lĩnh vực bảo mật internet. Mặc dù các nhà phát triển trang web thường sử dụng cookie cho các mục đích kỹ thuật hợp pháp, nhưng các trường hợp lạm dụng vẫn xảy ra thường xuyên. Năm 2009, hai nhà nghiên cứu lưu ý rằng hồ sơ trên các mạng xã hội có thể được kết nối với cookie, cho phép các hồ sơ được kết nối với thói quen duyệt web.
Trước đây, các trang web thường không khiến người dùng nhận thức rõ ràng về việc lưu trữ cookie, tuy nhiên cookie theo dõi và đặc biệt là cookie theo dõi của bên thứ ba thường được sử dụng như một cách để lập hồ sơ dài hạn về lịch sử duyệt web của cá nhân - một vấn đề riêng tư mà khiến các nhà lập pháp châu Âu và Hoa Kỳ hành động vào năm 2011. Cookies cũng có thể có ý nghĩa đối với thám tử máy tính. Trong những năm qua, hầu hết người dùng máy tính không hoàn toàn biết về cookie, nhưng người dùng đã nhận thức được tác động có thể có hại của cookie internet: một nghiên cứu gần đây đã chỉ ra rằng 58% người dùng đã xóa cookie khỏi máy tính của họ ít nhất một lần và rằng 39% người dùng xóa cookie khỏi máy tính của họ mỗi tháng. Vì cookie là mục tiêu chính của nhà quảng cáo đối với khách hàng mục tiêu tiềm năng và trên thực tế người dùng đang ý thức hơn về bảo mật sự riêng tư bằng cách xóa cookie nên các nhà quảng cáo bắt đầu sử dụng sang cookie flash và cookie zombie.
Cookies có nhiều lợi ích. Một là đối với các trang web thường xuyên truy cập yêu cầu mật khẩu, cookie có thể cho phép người dùng không phải đăng nhập mỗi lần. Một cookie cũng có thể theo dõi sở thích của một người để hiển thị cho họ các trang web có thể khiến họ quan tâm. Cookies làm cho nhiều trang web miễn phí sử dụng mà không cần bất kỳ loại thanh toán nào. Ngoài ra cookies cũng có một số lợi ích tiêu cực. Ví dụ: một trong những cách trộm cắp phổ biến nhất là tin tặc lấy tên người dùng và mật khẩu mà được cookie lưu. Mặc dù có nhiều trang web miễn phí, nhưng họ bán không gian của mình cho các nhà quảng cáo. Những quảng cáo này, được cá nhân hóa theo sở thích của một người, đôi khi có thể đóng băng máy tính của một người hoặc gây phiền toái. Cookies hầu như vô hại ngoại trừ cookie của bên thứ ba.

### Cookies flash
Khi một số người dùng chọn tắt cookie HTTP để giảm rủi ro về quyền riêng tư như đã lưu ý ở trên, các loại cookie mới đã được phát minh ra: vì cookie là mục tiêu chính của nhà quảng cáo đối với khách hàng mục tiêu tiềm năng và trên thực tế người dùng đang ý thức hơn về bảo mật sự riêng tư bằng cách xóa cookie nên các nhà quảng cáo bắt đầu sử dụng sang cookie Flash và cookie zombie.Trong một nghiên cứu năm 2009, cookie Flash đã được tìm thấy là một cơ chế phổ biến để lưu trữ dữ liệu trên 100 trang web được truy cập nhiều nhất. Một nghiên cứu khác về truyền thông xã hội năm 2011 cho thấy, "Trong số 100 trang web hàng đầu, 31 trang web có ít nhất một sự trùng lặp giữa cookie HTTP và Flash." Tuy nhiên, các trình duyệt hiện đại và phần mềm chống phần mềm độc hại hiện vẫn có thể chặn hoặc phát hiện và xóa những cookies như vậy.
Cookie flash, còn được gọi là đối tượng chia sẻ cục bộ, hoạt động giống như cookie thông thường và được Adobe Flash Player sử dụng để lưu trữ thông tin tại máy tính của người dùng. Chúng có rủi ro riêng tư tương tự như cookie HTTP, nhưng không dễ bị chặn, nghĩa là chế độ ngăn chặn cookie ở một số trình duyệt khó có thể ảnh hưởng đến chúng. Một cách để xem và kiểm soát chúng là với các tiện ích mở rộng hoặc tiện ích bổ sung cho trình duyệt. Cookie flash không giống như cookie HTTP theo nghĩa là chúng không được chuyển từ máy khách trở lại máy chủ.

### Evercookies
Evercookies, được tạo bởi Samy Kamkar ,  là các ứng dụng dựa trên JavaScript tạo cookie trong trình duyệt web chủ động "chống lại" việc bị xóa bằng cách sao chép bản thân trong các hình thức khác nhau trên máy của người dùng và phục hồi các bản sao bị thiếu hoặc hết hạn. Nó có khả năng lưu trữ cookie trong hơn mười loại cơ chế lưu trữ để một khi chúng ở trên máy tính của một người, chúng sẽ không bao giờ biến mất. Ngoài ra, nếu evercookie đã tìm thấy người dùng đã xóa bất kỳ loại cookie nào được đề cập, nó sẽ tạo lại chúng bằng cách sử dụng từng cơ chế có sẵn.  Evercookies là một loại cookie zombie. Tuy nhiên, các trình duyệt hiện đại và phần mềm chống phần mềm độc hại vẫn có thể chặn hoặc phát hiện và xóa các cookie đó.

#### Sử dụng cho việc quảng cáo
Có nhiều tranh cãi về việc nên sử dụng công nghệ này ở đâu. Cookies lưu trữ các định danh duy nhất trên máy tính của một người được sử dụng để dự đoán những gì người ta muốn. Nhiều công ty quảng cáo muốn sử dụng công nghệ này để theo dõi những gì khách hàng của họ đang xem trực tuyến. Đây được gọi là quảng cáo hành vi trực tuyến cho phép nhà quảng cáo theo dõi các lượt truy cập trang web của người tiêu dùng để cá nhân hóa và nhắm mục tiêu quảng cáo.  Evercookies cho phép các nhà quảng cáo tiếp tục theo dõi khách hàng bất kể cookie của họ có bị xóa hay không. Một số công ty đã sử dụng công nghệ này nhưng vấn đề đạo đức vẫn đang được tranh luận rộng rãi.
Ví dụ đối với Pinterest, khi muốn cung cấp nội dung thú vị nhất cho người sử dụng. Họ sẽ sử dụng thông tin từ các tính năng trên trang web Pinterest như nút Lưu. Các đối tác quảng cáo của họ cũng có thể cung cấp cho họ thông tin về hoạt động ngoài Pinterest của người dùng để cung cấp quảng cáo được cá nhân hóa phù hợp hơn. Tuy nhiên, người dùng hoàn toàn có thể từ chối để Pinterest sử dụng những thông tin này bằng cách truy cập vào cài đặt tài khoản.
AdSense sử dụng cookie để cải thiện quảng cáo. Một số ứng dụng phổ biến của cookie là nhắm mục tiêu quảng cáo dựa trên những thông tin liên quan đến người dùng, để cải thiện báo cáo về hiệu suất chiến dịch và để tránh hiển thị quảng cáo mà người dùng đã nhìn thấy. Cookie không chứa thông tin nhận dạng cá nhân. Tùy thuộc vào cài đặt của nhà xuất bản và người dùng, thông tin liên kết với cookie được sử dụng trong quảng cáo có thể được thêm vào Tài khoản Google của người dùng.

### Dấu vân tay của thiết bị
Dấu vân tay của thiết bị là thông tin được thu thập về phần mềm và phần cứng của thiết bị máy tính từ xa nhằm mục đích xác định các thiết bị riêng lẻ ngay cả khi cookie liên tục (và cả cookie zombie) không thể đọc hoặc lưu trữ trong trình duyệt, địa chỉ IP của máy khách bị ẩn và ngay cả khi một người chuyển sang trình duyệt khác trên cùng một thiết bị. Điều này có thể cho phép nhà cung cấp dịch vụ phát hiện và ngăn chặn hành vi trộm cắp danh tính và gian lận thẻ tín dụng, nhưng cũng có thể lập hồ sơ dài hạn về lịch sử duyệt web của cá nhân ngay cả khi họ cố gắng tránh theo dõi, gây lo ngại lớn cho những người ủng hộ quyền riêng tư trên internet.

### Hình ảnh trên internet
Ngày nay, khi máy ảnh kỹ thuật số, điện thoại thông minh và mạng xã hội phát triển, những hình ảnh của con người, sự vật được chụp và đăng tải trên internet rất thường xuyên, ví dụ nhiếp ảnh gia đường phố khi làm như vậy để phục vụ cho mục đích nghệ thuật, những nhiếp ảnh gia tài liệu xã hội để ghi lại con người trong cuộc sống hàng ngày, hay những bất kỳ những người bình thường nào khi họ bắt gặp những tình huống “thú vị” trong cuộc sống hay muốn lên án một ai đó, họ vẫn chụp lại khoảnh khắc đó và đăng tải trên internet. Tuy nhiên, không phải ai trong những bức ảnh này cũng muốn được xuất hiện trên internet.
Một số tổ chức cố gắng giải quyết mối quan tâm liên quan đến quyền riêng tư này. Ví dụ, hội nghị Wikimania năm 2005 yêu cầu các nhiếp ảnh gia phải có sự cho phép trước của mọi người trong ảnh của họ và một số người đeo thẻ "không có ảnh" để cho biết họ không muốn chụp ảnh.
Trên thế giới nói chung và ở Việt Nam nói riêng, chính phủ đã ban hành các bộ luật về An ninh mạng với mục đích giải quyết được vấn đề xâm phạm riêng tư một cách nhiễu loạn ngày nay trên internet.
Theo một nghiên cứu mới, công nghệ nhận dạng khuôn mặt có thể được sử dụng để truy cập vào dữ liệu riêng tư của một người. Các nhà nghiên cứu tại Đại học Carnegie Mellon đã kết hợp quét hình ảnh, điện toán đám mây và hồ sơ công khai từ các trang mạng xã hội để xác định các cá nhân trong thế giới ngoại tuyến. Các chuyên gia đã cảnh báo về những rủi ro riêng tư phải đối mặt với sự gia tăng của việc nhận dạng trực tuyến và ngoại tuyến. Các nhà nghiên cứu cũng đã phát triển một ứng dụng di động 'thực tế mở rộng' có thể hiển thị dữ liệu cá nhân qua hình ảnh của một người được chụp trên màn hình điện thoại thông minh. Vì các công nghệ này có sẵn rộng rãi, danh tính trong tương lai của người dùng có thể bị công khai hiển thị cho bất kỳ ai có điện thoại thông minh và kết nối internet.

#### Chế độ xem đường phố Google(Google Street View)
Chế độ xem đường phố của Google, được phát hành tại Hoa Kỳ vào năm 2007, hiện đang là chủ đề của một cuộc tranh luận đang diễn ra về việc vi phạm quyền riêng tư cá nhân. Google Street View tiết lộ thông tin trực quan có nghĩa là nó có khả năng cung cấp thông tin và bằng chứng trực tiếp về nơi ở, hoạt động và tài sản riêng của một người. Ngoài ra, việc tiết lộ thông tin về công nghệ của một người ít trừu tượng theo nghĩa là, nếu được chụp ảnh, một người được thể hiện trên Google Street View trong một bản sao ảo về ngoại hình ngoài đời thực của chính họ. Mặc dù Google Street View bắt đầu làm mờ biển số xe và khuôn mặt của mọi người vào năm 2008, công nghệ này bị lỗi và không hoàn toàn đảm bảo chống lại việc tiết lộ danh tính và tài sản riêng tư.

### Công cụ tìm kiếm (Search engines)
Công cụ tìm kiếm (SE) có khả năng theo dõi những gì mà người dùng tìm kiếm. Thông qua việc tìm kiếm thông tin bằng máy tính, tài khoản hoặc địa chỉ IP thì thông tin cá nhân người dùng có thể được tiết lộ. Các công cụ tìm kiếm cho rằng việc giữ lại thông tin của người dùng là cần thiết vì nó hỗ trợ việc cung cấp dịch vụ tốt hơn, bảo vệ chống lại áp lực bảo mật và bảo vệ chống gian lận. Một công cụ tìm kiếm ghi nhận lại tất cả thông tin người dùng và gán cho mỗi người một số ID cụ thể.
Công cụ tìm kiếm cũng có thể lưu giữ lại thông tin người dùng trong tối đa chín mươi ngày, chẳng hạn như thông tin về vị trí và thời gian sử dụng công cụ tìm kiếm. Hầu hết các nhà vận hành của công cụ tìm kiếm sử dụng dữ liệu để hiểu được nhu cầu nào của người dùng cần phải được đáp ứng. Những người làm việc trong lĩnh vực pháp lý cũng được phép sử dụng thông tin được thu thập từ các trang web của công cụ tìm kiếm này. Ví dụ như Google có thể lưu giữ thông tin trong khoảng 3 quý trước khi nó trở nên lỗi thời đối với cộng đồng. Yahoo! cũng theo bước chân của Google sẽ xóa thông tin người dùng sau một khoảng thời gian chín mươi ngày. Các công cụ tìm kiếm khác như Ask! đã quảng bá một công cụ "AskEraser" – công cụ này về cơ bản chỉ lấy đi thông tin cá nhân khi được yêu cầu. Một số sẽ thay đổi đã xảy ra cho các công cụ tìm kiếm trên internet. Bắt đầu từ năm 2009, Google bắt đầu chạy một hệ thống mới nơi tìm kiếm Googletrở nên cá nhân hóa. Khi tìm kiếm trên Google, kết quả được hiển thị sẽ dựa trên việc ghi nhớ thông tin trước đó có liên quan đến người dùng này. Công cụ tìm kiếm Google không chỉ hiện ra kết quả được tìm kiếm mà còn cố gắng làm cho người dùng cảm thấy như công cụ tìm kiếm có thể nhận ra sở thích của họ. Điều này đạt được bằng cách sử dụng quảng cáo trực tuyến. Một hệ thống mà Google sử dụng để lọc quảng cáo và kết quả tìm kiếm là bằng cách sử dụng một hệ thống xếp hạng kiểm tra mức độ liên quan bao gồm quan sát hành vi người dùng trong khi họ tìm kiếm cụm từ nào đó trên Google, điều này có thể khiến người dùng quan tâm/thích thú. Một chức năng khác của công cụ tìm kiếm là khả năng dự đoán vị trí. Các công cụ tìm kiếm có thể dự đoán vị trí hiện tại của một người bằng cách định vị địa chỉ IP và vị trí địa lý.

### Vấn đề bảo mật của các trang mạng xã hội
Sự ra đời của Web 2.0 đã gây ra hồ sơ xã hội - quá trình xây dựng hồ sơ người dùng bằng dữ liệu xã hội của người đó và gia tăng mối quan tâm đối với quyền riêng tư trên internet. Web 2.0 là hệ thống nhằm hỗ trợ chia sẻ thông tin và cộng tác trên internet và các trang web mạng xã hội như Facebook, Instagram, Twitter và MySpace. Các trang mạng xã hội này đã chứng kiến sự bùng nổ về mức độ phổ biến của họ bắt đầu từ cuối những năm 2000. Thông qua các trang web này, nhiều người đang cung cấp thông tin cá nhân của họ trên internet.
Đây là một chủ đề thảo luận về việc ai sẽ là người chịu trách nhiệm cho vấn đề thu thập và phân phối thông tin cá nhân. Một số người sẽ nói rằng đó là lỗi của các mạng xã hội vì họ là những người đang lưu trữ lượng thông tin và dữ liệu khổng lồ, nhưng những người khác cho rằng chính người dùng chịu trách nhiệm về vấn đề này vì chính người dùng là phía cung cấp thông tin đầu tiên. Điều này liên quan đến vấn muôn thuở là cách mà chúng ta định nghĩa các trang mạng xã hội là như thế nào. Ngày càng đông người phát hiện ra những rủi ro khi đưa thông tin cá nhân của họ lên internet nhưng họ tin tưởng vào trang web sẽ giữ kín thông tin. Tuy nhiên, trong một nghiên cứu gần đây, các nhà nghiên cứu phát hiện ra rằng những người trẻ tuổi đang thực hiện các biện pháp để giữ thông tin được đăng trên Facebook ở một mức độ nào đó. Ví dụ về các hành động như vậy bao gồm quản lý cài đặt quyền riêng tư của họ để có thể hiển thị một số nội dung nhất định cho "Chỉ bạn bè" và bỏ qua các yêu cầu kết bạn trên Facebook từ người lạ.
Vào năm 2013, một vụ kiện tập thể đã được đệ trình chống lại Facebook với cáo buộc công ty đã quét các tin nhắn của người dùng cho các web liên kết, dịch chúng sang các lượt thích “likes” trên các trang cá nhân của người dùng Facebook. Các nguyên đơn cho rằng rằng dữ liệu được lấy từ các tin nhắn riêng tư được sử dụng cho quảng cáo nhắm đối tượng (targeted advertising). Đây là một rủi ro ngày càng tăng bởi vì những người trẻ tuổi có quyền truy cập internet dễ dàng hơn bao giờ hết, do đó họ tự đặt mình vào vị trí mà mọi thứ quá dễ dàng để họ đăng tải thông tin nhưng không thận trọng xem xét mức độ gỡ bỏ. Ngoài ra, do xã hội truyền thông kỹ thuật số phát triển nhanh chóng, nhận định của mọi người về sự riêng tư cũng đang phát triển và điều quan trọng là phải xem xét thật kĩ về sự riêng khi tương tác trực tuyến.

### Dữ liệu lớn(Big data)
Dữ liệu lớn là sự tích lũy và tổng hợp nhanh chóng của một lượng lớn thông tin đang được trao đổi trên các hệ thống truyền thông kỹ thuật số. Dữ liệu lớn không thể được xử lý bởi các bộ xử lý máy tính thông thường và thay vào đó được lưu trữ trên cơ sở dữ liệu hệ thống máy chủ lớn. Thông tin này được đánh giá bởi các nhà khoa học phân tích thông qua sử dụng các chương trình phần mềm; mà diễn giải thông tin này thành xu hướng và nhân khẩu học của người dùng. Thông tin này được thu thập từ tất cả các nơi trên internet, chẳng hạn như các dịch vụ phổ biến như Facebook, Google, Apple, Spotify hoặc hệ thống GPS. Dữ liệu lớn cung cấp cho các công ty khả năng:
- Lập hồ sơ nhân khẩu học chi tiết của người dùng internet, ngay cả khi họ không được người dùng trực tiếp bày tỏ hoặc chỉ định.[38]
- Kiểm tra tính sẵn có của sản phẩm và tối ưu hóa giá để có lợi nhuận tối đa trong khi xóa hàng tồn kho.
- Nhanh chóng cấu hình lại danh mục rủi ro trong vài phút và hiểu các cơ hội trong tương lai để giảm thiểu rủi ro.
- Khai thác dữ liệu khách hàng để hiểu rõ hơn và tạo chiến lược quảng cáo để thu hút và duy trì khách hàng.
- Xác định đâu là khách hàng quan trọng nhất.
- Tạo các chương trình giảm giá dựa trên tỷ lệ tương ứng với số tiền khách hàng đã bỏ ra, để đảm bảo tỷ lệ mua lại cao hơn.
- Biết được vị trí khách hàng đang ở thông qua định vị thiết bị di động nhằm gửi đề xuất các ưu đãi phù hợp
- Phân tích dữ liệu từ phương tiện truyền thông xã hội để phát hiện xu hướng thị trường mới và sự thay đổi nhu cầu.
- Sử dụng phân tích nhấp và khai thác dữ liệu để phát hiện hành vi gian lận.
- Xác định nguyên nhân gốc rễ của lỗi, sự cố và lỗi bằng cách điều tra phiên người dùng, nhật ký mạng và cảm biến máy.[38]

### Những rủi ro bảo mật Internet tiềm năng khác
- Theo dõi thiết bị chéo nhằm xác định hoạt động của người dùng trên nhiều thiết bị.[39]
- Phần mềm độc hại “Malwware” là một thuật ngữ ngắn gọn của "phần mềm độc hại" “malicious software” và được sử dụng để mô tả phần mềm gây thiệt hại cho một máy tính, máy chủ hoặc mạng máy tính cho dù đó là thông qua việc sử dụng vi-rút, trojan, phần mềm gián điệp, v.v.[38]
- Web bug là một đối tượng được nhúng vào trang web hoặc email và thường vô hình đối với người dùng trang web hoặc người đọc email. Nó cho phép kiểm tra xem một người đã xem một trang web cụ thể hay đọc một email hay chưa.
- Lừa đảo “Phishing” là một quá trình gian lận hình sự nhằm cố gắng có được thông tin nhạy cảm như tên người dùng, mật khẩu, thẻ tín dụng hoặc thông tin ngân hàng. Lừa đảo là một tội phạm internet, họ sẽ giả dạng là một người đáng tin cậy trong một số trường hợp trên internet.
- Máy chủ proxy độc hại (hoặc các dịch vụ "ẩn danh" khác).
- Sử dụng mật khẩu yếu ngắn, bao gồm tất cả các số, tất cả chữ thường hoặc tất cả chữ in hoa có thể dễ dàng bị đoán ra.
- Tái sử dụng mật khẩu hoặc cùng một mật khẩu trên nhiều nền tảng đã bị lộ do rò rỉ dữ liệu.
- Sử dụng cùng tên đăng nhập và/hoặc mật khẩu cho nhiều tài khoản trong đó một tài khoản bị xâm phạm dẫn đến các tài khoản khác bị xâm phạm.[40]
- Sử dụng phần mềm lỗi thời có thể chứa các lỗ hổng đã được sửa trong các phiên bản mới hơn, cập nhật hơn.[40]

### Xã hội nhiễu loạn - lượng thông tin lớn giúp bảo vệ quyền riêng tư
Một quan điểm khác là khi lượng thông tin tăng lên nhanh chóng thì quyền riêng tư trên internet càng được bảo vệ. Lý do là chi phí cho việc giám sát tăng lên, gây khó khăn trong việc trích xuất dữ liệu.
Trong xã hội nhiễu loạn thông tin hiện nay, công chúng đang kỳ vọng nhiều hơn về quyền riêng tư nhưng kỳ vọng cá nhân lại giảm. Không phải ai cũng có khả năng bị đánh cắp thông tin, nhưng bất kì ai cũng có thể là nạn nhân. Để không bị theo dõi, người dùng nên sử dụng các công nghệ mã hoá hoặc tương tự. Điển hình như công nghệ mã hoá HTTPS thường được sử dụng cho các website tài chính, ngân hàng, thương mại điện tử,… để bảo mật thông tin thanh toán trực tuyến. Tuy nhiên, hiện nay HTTPS đã trở thành tiêu chuẩn bảo mật tối thiểu mà các website doanh nghiệp cần đáp ứng. Giao thức này đảm bảo các thông tin lưu truyền giữa máy khách và máy chủ không bị hacker đọc được.

## Quan điểm cộng đồng
Mặc dù quyền riêng tư trên internet đã trở thành vấn đề quan trọng hàng đầu trong các hoạt động trực tuyến, nhưng công chúng vẫn có xu hướng lướt qua các chính sách bảo mật khi đăng ký hoặc thực hiện giao dịch trực tuyến. Khi các doanh nghiệp ngày tăng số lượng điều khoản thỏa thuận, người dùng càng trở nên mơ hồ về quyền bảo mật của mình.
Các công ty hiện nay luôn nỗ lực phát triển hệ thống an ninh mạng và thay đổi các chính sách ngày càng tốt hơn. Tuy nhiên, khách hàng của họ sẽ khả năng lớn sẽ phớt lờ điều này khi từng giao dịch hoặc quen thuộc với một công ty, một sản phẩm trước đó. Người tiêu dùng chỉ đọc các chính sách về quyền riêng tư khi nó đơn giản và ngắn gọn. Thậm chí, một số người còn cho rằng vấn đề này không liên quan đến bản thân.

### Mối bận tâm về quyền riêng tư trên internet và ý nghĩa thực tế trong cuộc sống
Các hệ luỵ xảy ra khi xử lý các vấn đề về quyền riêng tư trên internet không chỉ dừng lại ở việc hỏng tệp, mất dữ liệu mà còn là nguy cơ cuộc sống cá nhân bị xâm hại. Một trong những rủi ro đáng sợ nhất là khả năng bị đánh cắp danh tính. Các công ty, doanh nghiệp lớn thường được cho là nạn nhân của các cuộc tấn công này, tuy nhiên trong các báo cáo gần đây, xu hướng này đã thay đổi. Các hacker đang nhắm vào người dùng cá nhân tại gia, thiếu trang bị các biện pháp bảo mật. Các cuộc tấn công này không nhằm mục đích đánh cắp dữ liệu tức thời mà giành quyền truy cập cho các tấn công trong tương lai. Thông tin mà các hacker đánh cắp được thường được dùng để giả mạo danh tính trong các giao dịch, gian lận khai thuế, vay vốn, tống tiền hoặc lừa đảo.
Nền kinh tế ngầm mở rộng khiến các cuộc tấn công internet ngày càng gia tăng. Đây trở thành mảnh đất màu mỡ cho các hacker để thu thập các thông tin như tài khoản người dùng, email hay thậm chí là dữ liệu cá nhân như tài khoản ngân hàng và mã PIN.
Chiếc bẫy rất phổ biến mà các hacker này sử dụng là các trang thương mại điện tử - nơi mà người tiêu dùng không thể ngờ tới. Điều này không hàm ý rằng họ sẽ bị đánh cắp thông tin mỗi lần mua hàng nhưng nguy cơ sẽ rất cao. Các cuộc tấn công này thường xuất hiện ở các trang thương mại điện tử có quy mô vừa và lớn hơn là các trang nhỏ lẻ. Số lượng người dùng lớn sẽ mang lại nhiều thông tin tiềm năng hơn. Theo "Sách trắng Thương mại điện tử Việt Nam năm 2019" do Cục Thương mại điện tử và Kinh tế số phát hành, lo ngại thông tin cá nhân bị tiết lộ là 1 trong 3 trở ngại lớn nhất của người tiêu dùng khi mua hàng trực tuyến. Liên tiếp trong 2 năm 2017 và 2018, sợ lộ thông tin cá nhân đều thuộc Top 10 lý do người tiêu dùng chưa tham gia mua sắm trực tuyến.
Dù đã có các chính sách bảo mật từ các trang thương mại điện tử nhưng khả năng bị vi phạm quyền riêng tư của người dùng thường nằm ngoài tầm kiểm soát của họ sau khi thực hiện giao dịch. Một trong những hình thức phổ biến nhất để đánh cắp thông tin cá nhân là tấn công vào các máy chủ của các nhà bán lẻ điện tử. Theo giải thích từ các chuyên gia, các nhà bán lẻ điện tử này vẫn có lỗ hổng trong việc vận hành và phát triển hệ thống bảo mật. Tại Việt Nam, thiếu hụt nhân sự chuyên môn cao về bảo mật tại các doanh nghiệp thương mại điện tử đã tạo nên các lỗ hổng nguy hiểm này, dẫn đến mất mát dữ liệu người dùng. Điều này sẽ gây ra những thiệt hại lớn về uy tín và tài chính cho các doanh nghiệp và cả khách hàng. Tuy nhiên, hiện nay các doanh nghiệp đã chú trọng hơn đến việc bảo mật dữ liệu và đầu tư cơ sở hạ tầng, hệ thống an toàn, thậm chí chấp nhận bồi thường nếu việc làm dụng thông tin xảy ra từ máy chủ của trang web.
Người dùng trực tuyến phải tìm cách bảo vệ thông tin mình chia sẻ trên các website, cụ thể là mạng xã hội. Trong thời đại Web 2.0 ngày nay, mỗi cá nhân là một nhà cung cấp thông tin và xây dựng hành trình trực tuyến cá nhân. Các hacker, doanh nghiệp đã nắm bắt những điều này để sử dụng cho nhiều mục đích marketing. Mối lo ngại về quyền riêng tư trên internet xuất phát từ việc người tiêu dùng phải đánh đổi dữ liệu cá nhân để tham gia vào các tương tác, giao dịch trên các diễn đàn trực tuyến. Đối với các doanh nghiệp, những dữ liệu này được thu thập, lưu trữ và quản lý để doanh nghiệp có thể đáp ứng nhu cầu giao dịch hiện tại của khách hàng và tiếp cận họ trong tương lai, nâng cao các dịch vụ và xử lý các vướng mắc nhanh chóng, hiệu quả. Tuy nhiên, vấn đề trọng tâm của các doanh nghiệp vẫn là lợi nhuận, họ không thể chi tiêu vô hạn định cho công tác bảo mật thông tin khách hàng, đồng thời, việc liên kết hợp tác giữa các doanh nghiệp có thể thúc đẩy chia sẻ tài nguyên thông tin để cùng thu lợi nhuận cao hơn. Để tránh bị xâm phạm, mỗi cá nhân phải tự bảo vệ mình thông qua các phần mềm, giải pháp bảo mật hiện có hoặc gây áp lực lên các tổ chức quản lý để thực thi luật và quy định về an ninh mạng.

## Pháp luật và các quy định

### Chính sách bảo mật toàn cầu
Từ lâu, Google đã bị lên án vì vấn đề bảo mật kém tại Hoa Kỳ và nhiều quốc gia. Tuy nhiên, vào năm 2007, Peter Fleischer - đại diện đến từ Google, cho rằng các chính sách bảo mật quốc tế hiện tại không bảo vệ người tiêu dùng một cách thoả đáng. Đại diện Google đã đề nghị Liên Hợp Quốc thiết lập chính sách bảo mật internet toàn cầu nhằm bảo vệ hiệu quả quyền riêng tư của người tiêu dùng và tối thiểu hoá những ảnh hưởng tiêu cực lên các trình duyệt web như Google. Tại thời điểm đó, Google đang bị Liên minh châu Âu điều tra vì vi phạm các chính sách bảo mật toàn cầu hiện có. Mỹ và Liên minh châu Âu có các chính sách bảo mật riêng biệt, gây khó khăn cho các công ty như Google hoạt động toàn cầu mà không vi phạm các chính sách. Google chỉ là một doanh nghiệp lớn điển hình, thu lợi nhuận bằng cách cung cấp, phục vụ các sản phẩm trình duyệt web cho người dùng. Tuy nhiên, điều khách hàng lo ngại nhất là chất lượng sản phẩm và quyền riêng tư của họ. Các dữ liệu thu thập được từ các công cụ tìm kiếm cho phép các doanh nghiệp theo dõi hành trình trực tuyến của người tiêu dùng, từ các trang web họ truy cập đến các giao dịch được thực hiện. Điều này đặt ra vấn đề toàn cầu khi cả thế giới không có một chính sách bảo mật chung và nhất quán.

### Quy định về bảo vệ dữ liệu
Kể từ tháng 3 năm 2012, Liên minh châu Âu đã đề xuất bộ luật để giải quyết vấn đề chính sách bảo mật toàn cầu. Quy định bảo vệ dữ liệu chung (GDPR) là một bộ quy định nhất quán được đề xuất trên toàn Liên minh châu Âu, bảo vệ người dùng internet khỏi bị theo dõi và sử dụng dữ liệu cá nhân trái phép. Quy định này bảo vệ quyền riêng tư người dùng theo hai cách chính: xác định rõ thuật ngữ "dữ liệu cá nhân" và tăng hình phạt đối với các cá nhân, tổ chức vi phạm quyền riêng tư trực tuyến của người dùng. Trong Điều 4(2) của bộ luật, định nghĩa về dữ liệu cá nhân được mở rộng đáng kể, bao gồm bất kỳ thông tin trực tuyến nào được dùng để truy tìm một cá nhân. Các hình phạt thích hợp được đề ra đối với hành vi vi phạm quyền riêng tư người dùng tại Điều 77 và 79. Quy định bảo vệ dữ liệu cũng buộc các công ty phải chịu trách nhiệm cho các vi phạm dựa trên hậu quả và mức độ nghiêm trọng. Trung tâm Dân chủ & Công nghệ (CDT) đã đánh giá các đề xuất này một các chi tiết và chính thức đưa ra phân tích vào ngày 28 tháng 3 năm 2012. Trung tâm Dân chủ & Công nghệ là một tổ chức phi lợi nhuận, ủng hộ sự tự do và quyền riêng tư trên internet thông qua chính sách công của chính phủ. Các phân tích trên đã thu thập ý kiến của công chúng trước khi đưa ra phán quyết. Hai vấn đề chính mà CDT phải giải quyết trong quá trình phân tích là các quy tắc thiếu linh hoạt trong việc xây dựng hồ sơ người dùng trên cơ sở lịch sử sử dụng mạng và chính sách liên quan đến kiểm soát thông tin trực tuyến của trẻ em.

### Quyền riêng tư trên internet tại Trung Quốc
Một trong những chủ đề thảo luận phổ biến nhất liên quan đến quyền riêng tư trên internet là Trung Quốc. Mặc dù Trung Quốc nổi tiếng trong việc duy trì sự riêng tư của người dùng trực tuyến, nhưng điều này lại có thể gây nguy hiểm cho cuộc sống của những người thường xuyên trao đổi thông tin trên web. Chẳng hạn, ở Trung Quốc, có một phần mềm mới cho phép sự giám sát giữa phần lớn người dùng trực tuyến và gây rủi ro đến quyền riêng tư của họ. Trung Quốc nổi tiếng với chính sách kiểm duyệt thông tin truyền bá qua các kênh truyền thông công cộng. Chính phủ Trung Quốc đã bị cáo buộc hạn chế và bóp méo các thông tin lưu hành trong nước thông qua các phương tiện truyền thông khác nhau. Mạng trực tuyến đặt ra một loạt các vấn đề cụ thể cho loại kiểm duyệt này, đặc biệt trên các công cụ tìm kiếm liên quan. Yahoo! là một điển hình, đã gặp phải vấn đề sau khi ra mắt tại Trung Quốc vào giữa những năm 2000. Một nhà báo Trung Quốc, cũng là một người dùng Yahoo!, đã gửi email cá nhân bằng Yahoo! liên quan đến chính phủ Trung Quốc. Nhân viên của Yahoo! tại Trung Quốc chặn các email này và gửi những báo cáo tiêu cực về đến chính phủ Trung Quốc. Nhà báo này đã bị kết án mười năm tù. Những bê bối này đã diễn ra nhiều lần và bị các công dân các quốc gia lên án, chẳng hạn như nhóm dự án trình duyệt ẩn danh Tor, một phần mềm được thiết kế để tránh sự giám sát trên internet ở nhiều quốc gia.
Báo cáo cho thấy, các chính sách của Trung Quốc có xu hướng can thiệp nhiều hơn vào các hoạt động trên internet liên quan đến chính phủ. Vì lý do này, các công cụ tìm kiếm phải chịu áp lực tuân theo các quy định nhà nước về kiểm duyệt trong khi vẫn cố gắng giữ sự chính trực của mình.

### Quyền riêng tư trên internet tại Thụy Điển
Thuỵ Điển được cho là đi đầu trong việc áp dụng các điều lệ về internet. Ngày 11 tháng 5 năm 1973, Thuỵ Điển ban hành Luật Dữ liệu (Data Act) - luật bảo vệ dữ liệu quốc gia đầu tiên trên thế giới. Thuỵ Điển đã đưa ra các chỉ dẫn hạn chế hơn trong việc thực thi quyền sở hữu trí tuệ (IPRED) và thông qua luật FRA năm 2009 cho phép xử phạt pháp lý các hành vi giám sát lưu lượng truy cập internet của các cơ quan nhà nước. Thuỵ Điển có sự thúc đẩy mạnh mẽ của chính phủ đối với việc thực thi chính sách và nhận thức của người dân về quyền tự do trên internet. Sự nổi lên gần đây của Thuỵ Điển trong sự thống trị internet có thể được giải thích bằng sự gia tăng số lượng người dùng. Chỉ có 2% dân số kết nối internet vào năm 1995, nhưng tính đến cuối năm 2012, 89% có quyền truy cập rộng rãi. Điều này phần lớn là do chính phủ đã tích cực đưa ra các điều khoản quy định để thúc đẩy cạnh tranh giữa các nhà cung cấp dịch vụ internet. Năm 2009, Quốc hội Thuỵ Điển tiên phong thông qua chỉ thị về quyền sở hữu trí tuệ trong khối Liên minh châu Âu. Chỉ thị này đã thuyết phục các nhà cung cấp dịch vụ internet công bố danh tính các nghi phạm chia sẻ các tập tin bất hợp pháp. Cuối cùng, điều quan trọng trong việc thực thi điều luật liên quan đến quyền riêng tư trên internet là mức độ tin cậy của công chúng đối với chính phủ Thuỵ Điển.

## Các mối đe dọa pháp lý
Một loạt các công nghệ được thiết kế để theo dõi và thu thập thông tin của người dùng internet đang được sử dụng bởi các cơ quan chính phủ. Đây là chủ đề của nhiều cuộc tranh luận, giữa những người ủng hộ quyền riêng tư, quyền tự do dân sự và những người tin rằng các biện pháp đó là cần thiết để thực thi pháp luật và bắt kịp với sự thay đổi nhanh chóng của công nghệ truyền thông.

## Chống theo dõi khi duyệt web
- Công cụ tìm kiếm riêng tư Duckduckgo
- Trình duyệt riêng tư và bảo mật Brave
- Tiện ích chặn quảng cáo Adguard
- Tiện ích về quyền riêng tư và bảo mật Ghostery, Duckduckgo